# Asticta decolor
Asticta decolor är en fjärilsart som beskrevs av Bang-haas 1912. Asticta decolor ingår i släktet Asticta och familjen nattflyn. Inga underarter finns listade i Catalogue of Life.